# Tavertet
Tavertet es un municipio de Cataluña, España. Perteneciente a la provincia de Barcelona, en la comarca de Osona, situado al sur de la subcomarca de Collsacabra, dentro de la zona de las Guillerías, encima de un peñasco y junto a un gran precipicio con vistas a los pantanos de Sau, Susqueda y a lo lejos las montañas del Montseny que sirve de mirador de un paisaje repleto de bosques mediterráneos.
El punto más bajo se encuentra en los 425 m s. n. m. del pantano de Sau y el punto más alto, con 1196 m s. n. m., es el Puig de Cortils.
Tavertet limita con los municipios de Vilanova de Sau, Masías de Roda, Rupit y Pruït y Santa María de Corcó.

## Símbolos
- El escudo de Tavertet se define por el siguiente blasón:

«Escudo embaldosado: de azur, un roque que de argén sobremontado de una cruz griega fijada con punta de argén. Por timbre, una corona mural de pueblo.»
Fue aprobado el 29 de mayo de 1989 y publicado en el DOGC número 1156 el 16 de junio del mismo año.

## Climatología
El clima de Tavertet es el propio de la subcomarca del Collsacabra, que forma parte de la Cataluña húmeda. Aunque sus precipitaciones anuales solían ser superiores a los 1000 mm, actualmente (2007) están entre los 800 y 900 mm.
Los veranos son suaves y los inviernos rigurosos aunque, debido a la sequía invernal, no suele nevar demasiado.
La primavera y el otoño son las estaciones más lluviosas. La más seca es el invierno. En verano puede haber tormentas vespertinas.

## Núcleos de población
Tavertet está formado por dos núcleos o entidades de población. 
Lista de población por entidades:
| Entidad de la población  | Habitantes (2023) |
| ------------------------ | ----------------- |
| Sant Bartomeu Sesgorgues | 20                |
| Tavertet                 | 106               |

## Lugares de interés
Las casas son casi todas de piedra y construidas con el tradicional estilo rural característico del centro de Cataluña. El núcleo urbano de Tavertet está declarado 'Bien de interés cultural' por la Generalidad de Cataluña. Cuenta con unas 40 casas construidas entre los siglos XVII y XIX.
Con vistas al pueblo se erige La Torre, cuya forma recuerda los torreones de defensa de la Edad Media. 

## Demografía
Tavertet cuenta con una población de 131 habitantes (INE 2024).
| Gráfica de evolución demográfica de Tavertet entre 1842 y 2021                                                        |
| |
| Población de derecho según los censos de población del INE. Población de hecho según los censos de población del INE. |

| Gráfico demográfico de Tavertet entre 1717 y 2007           |
| ----------------------------------------------------------- |
|                                                             |
| 1717-1960: población de hecho; 1990- : población de derecho |
| Fuente: Municat                                             |
| Gráfica elaborada por: Wikipedia                            |

## Curiosidades
La población era el lugar de residencia del filósofo y religioso Raimon Panikkar.

## Galería Fotogràfica

widths="300"
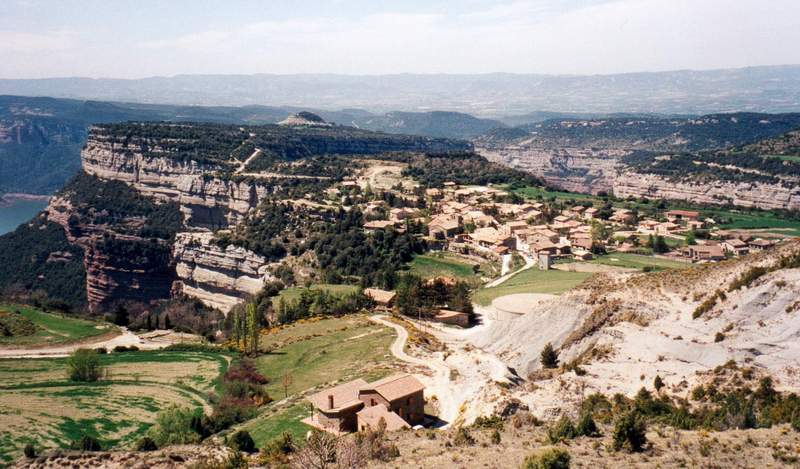
Tavertet - desde el camino de Monteis. Año 2000.
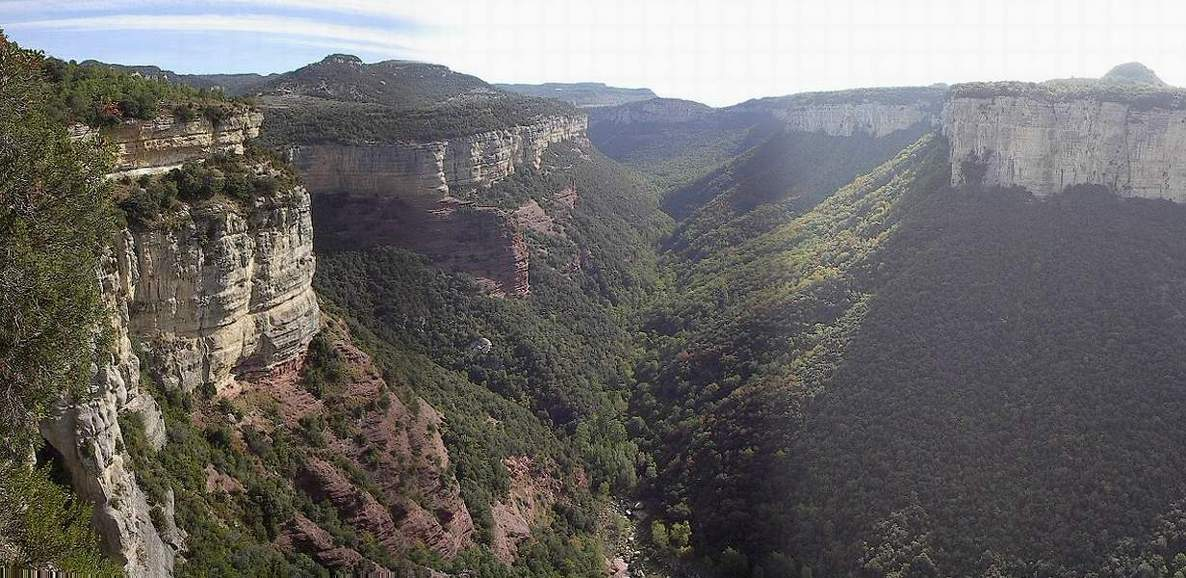
Tavertet - Valle de Bala. Año 2000.
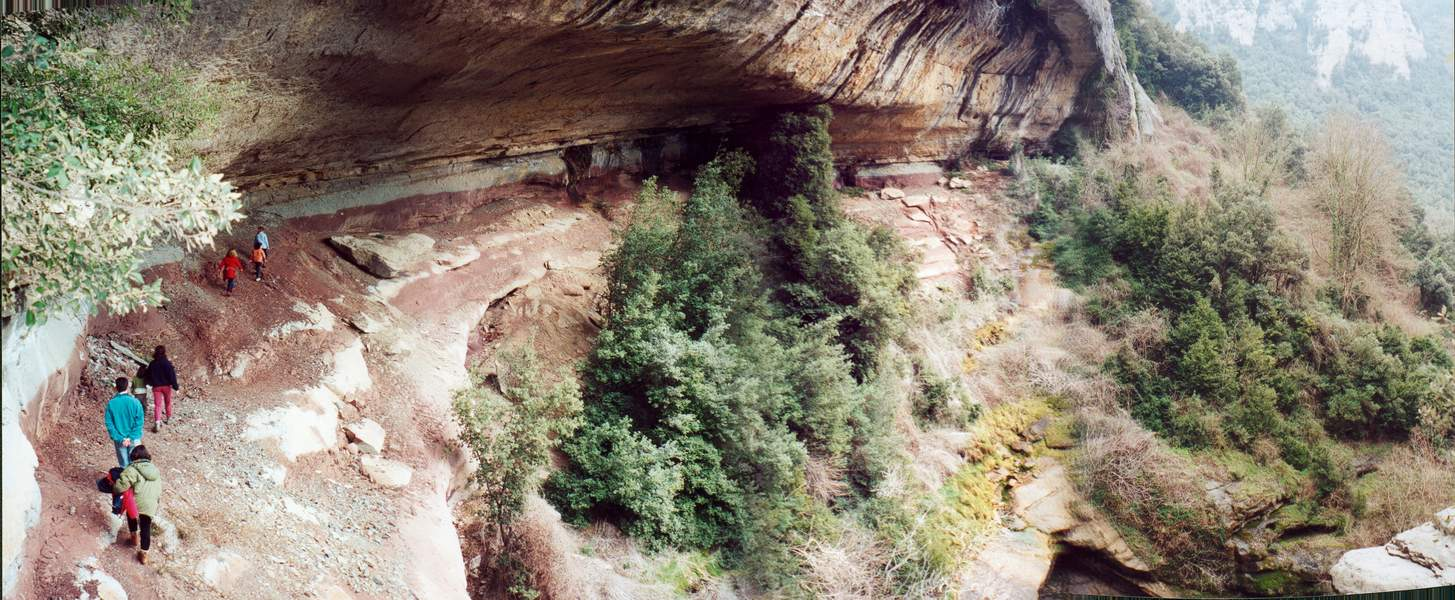
Tavertet - Salto del Molino-bernat y la balma de las cortes. Año 1999.
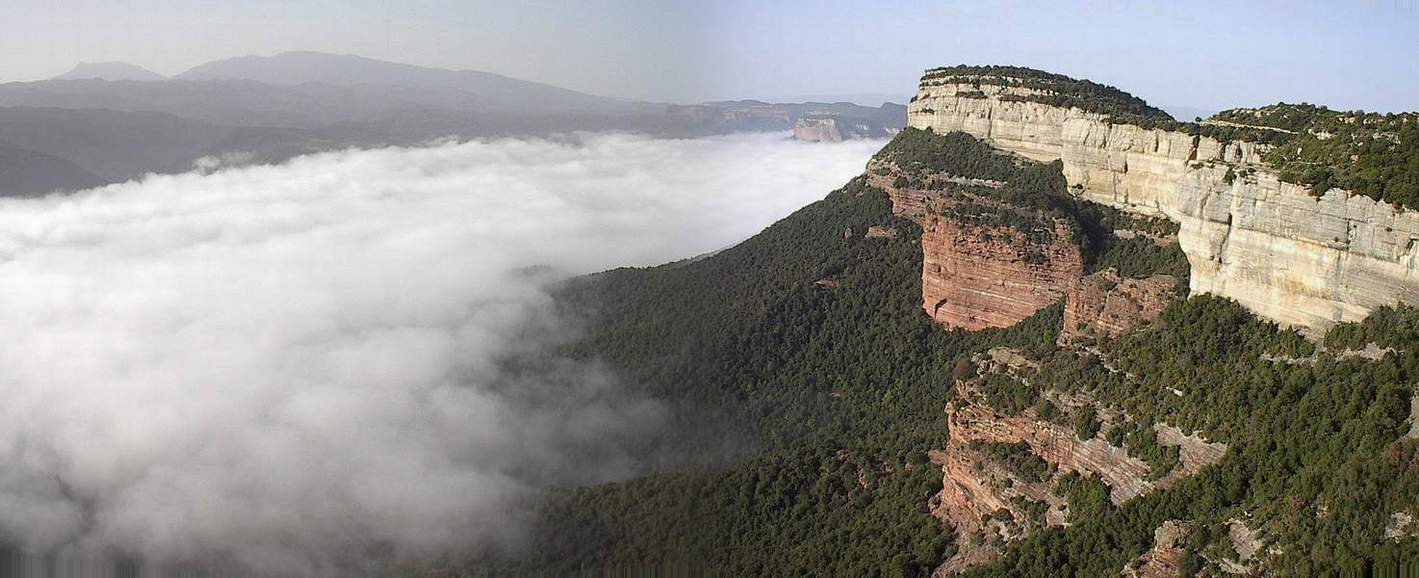
Tavertet - La Niebla llega a los cingles. Año 2001.
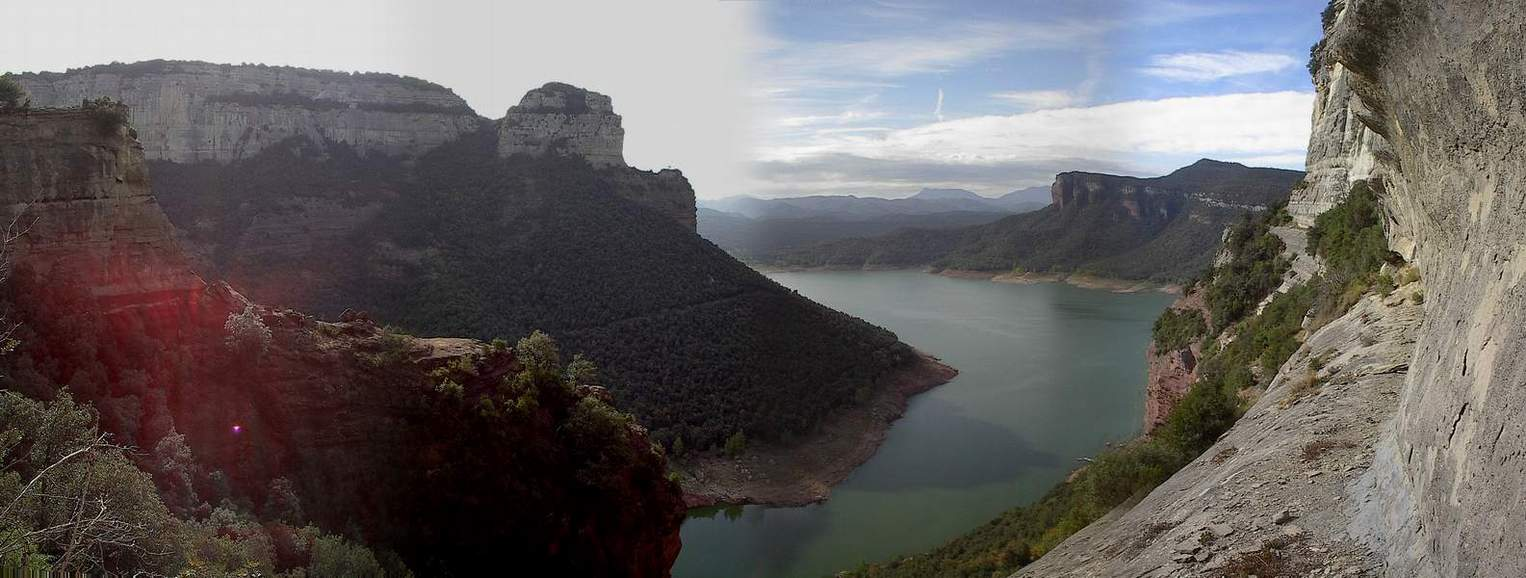
Tavertet - Pico de la forca desde la vía, debajo Santa Cilia. Año 2000.
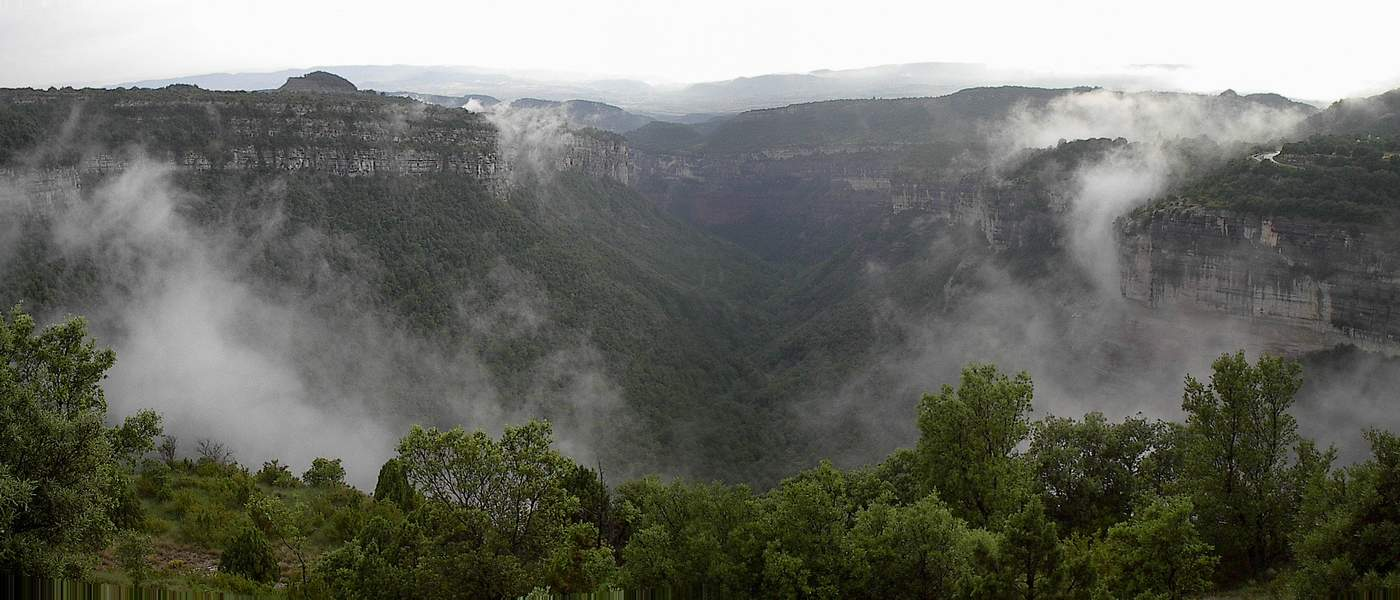
Tavertet - Valle de Bala. Niebla después de una fuerte Lluvia. Año 2003.
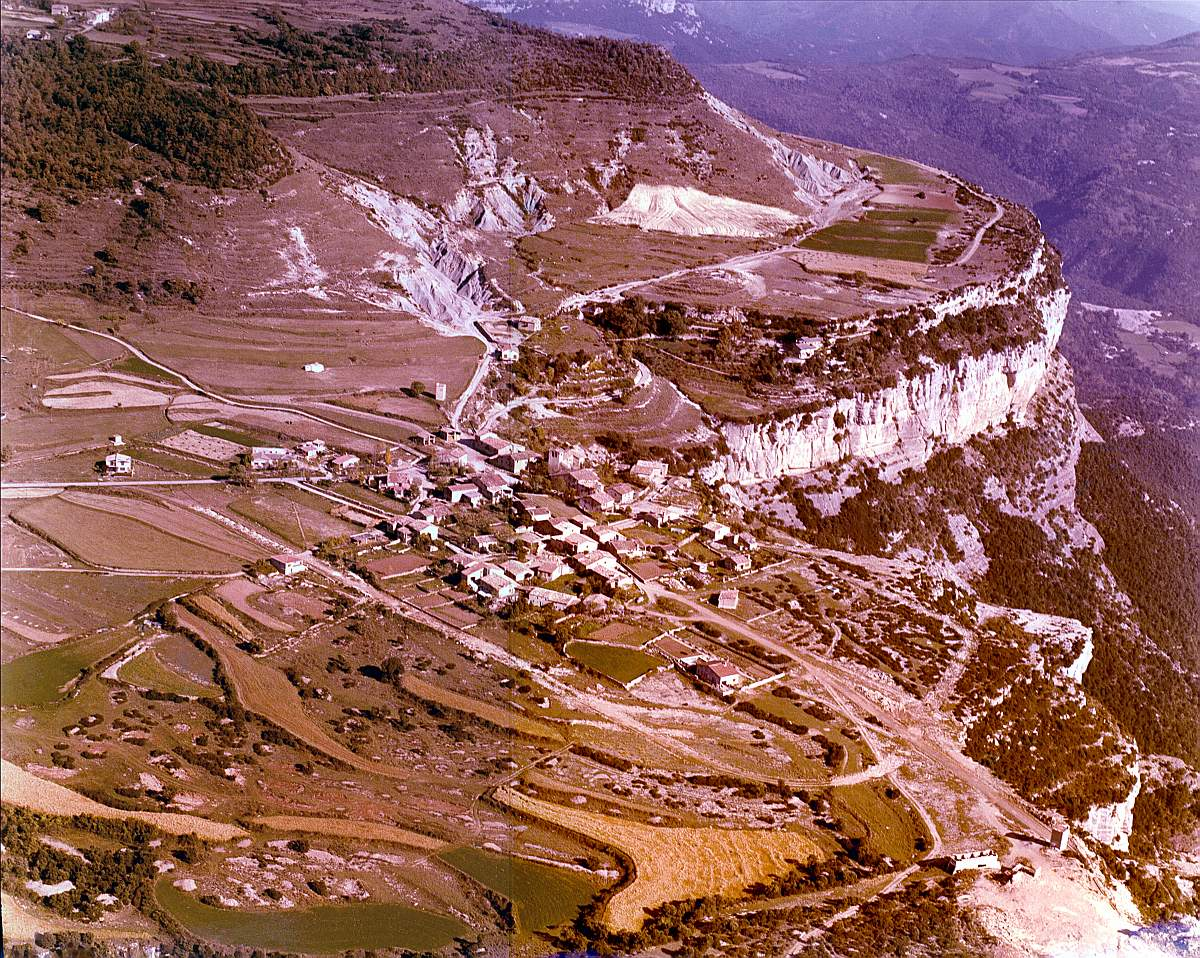
Tavertet - Vista aérea. Año 1978.
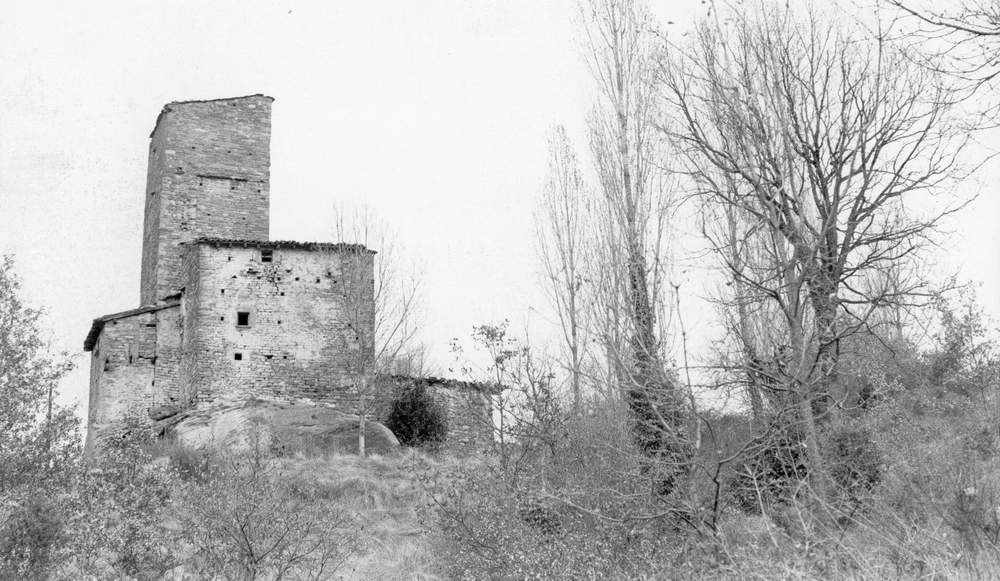
Tavertet - La Torre. Año 1974.
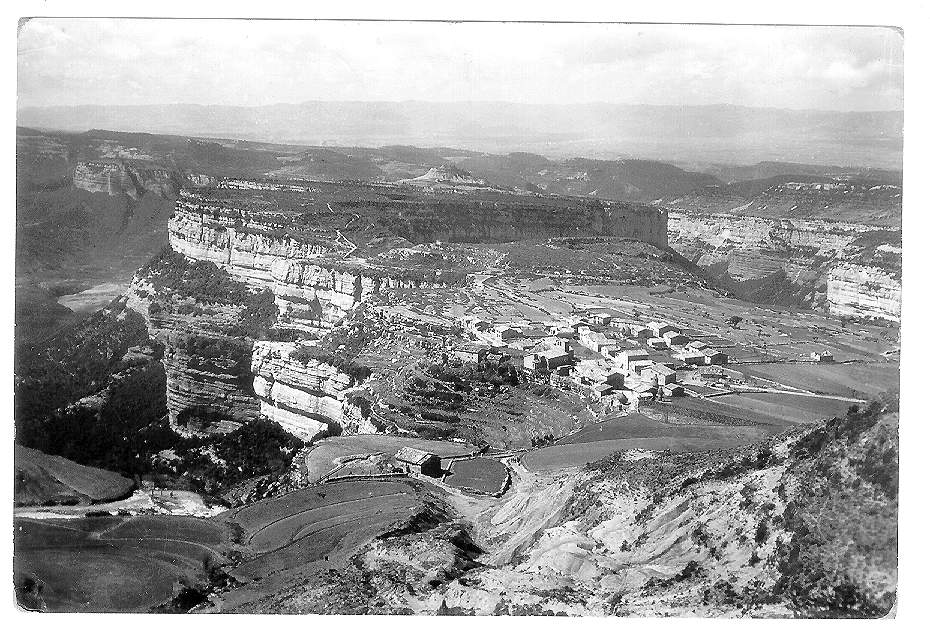
Tavertet - Vista general del pueblo. Año 1960.
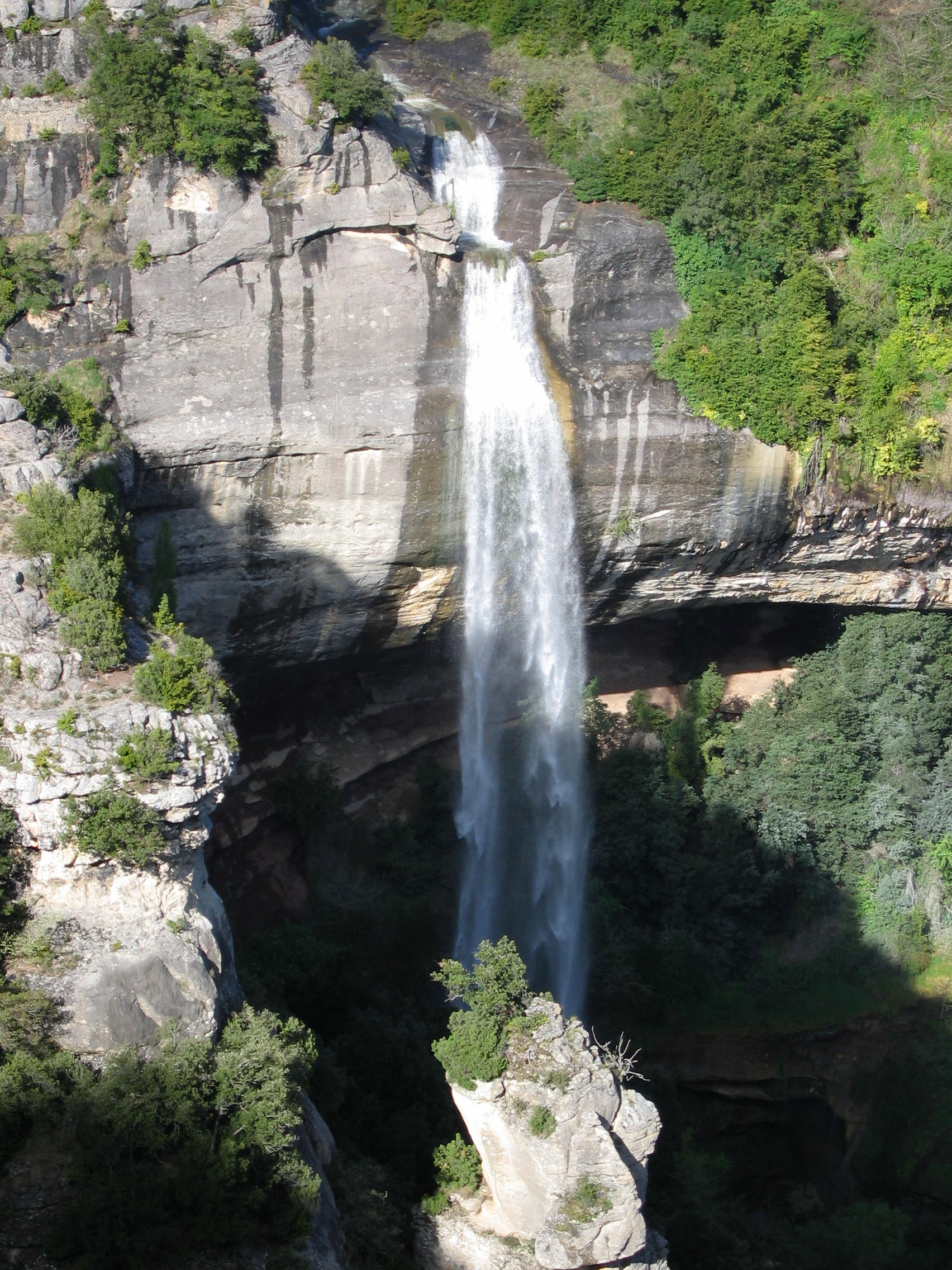
Tavertet - Salt de Moli-bernat i la balma de les corts
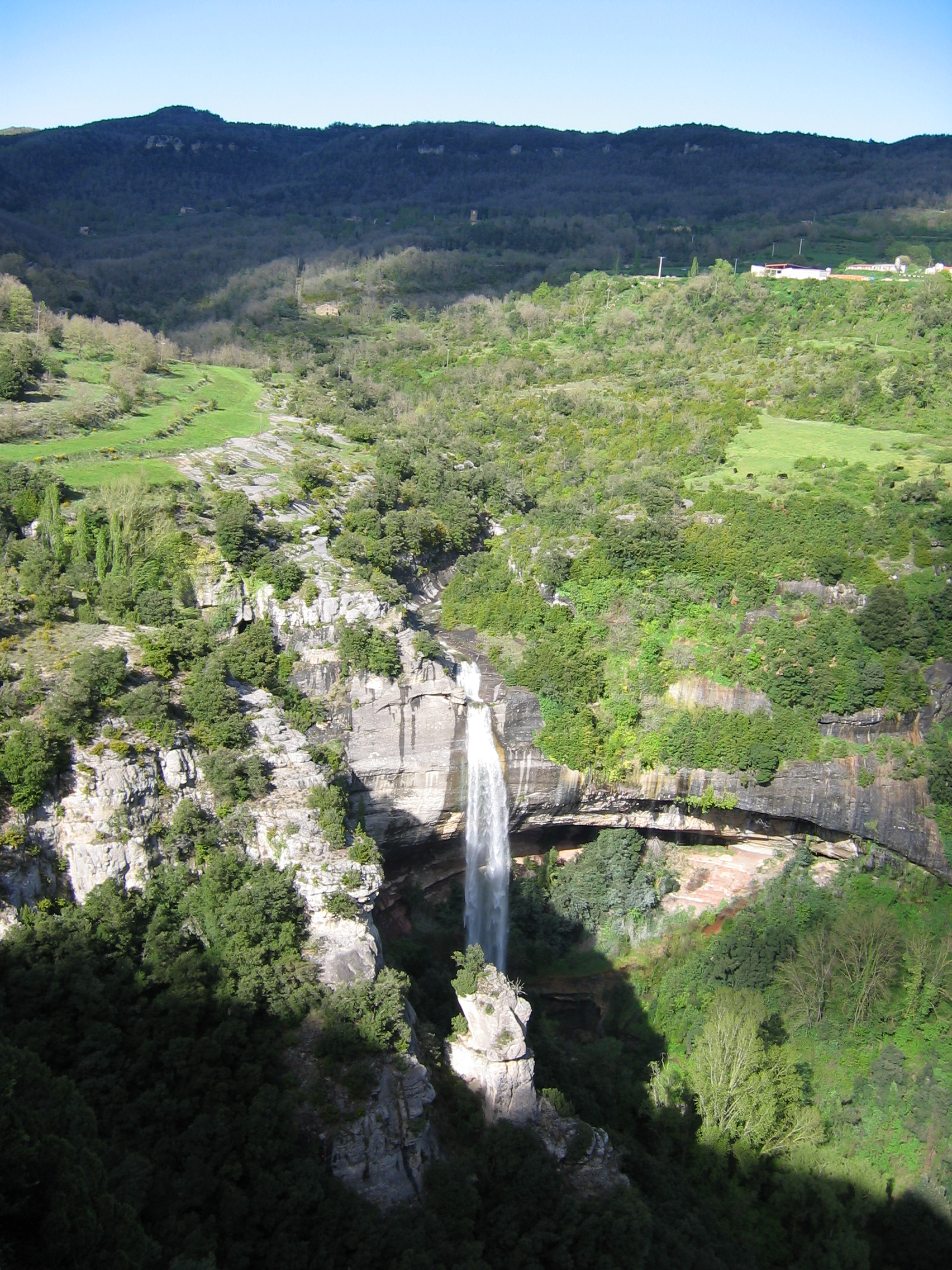
Tavertet - Salt de Moli-bernat i la balma de les corts
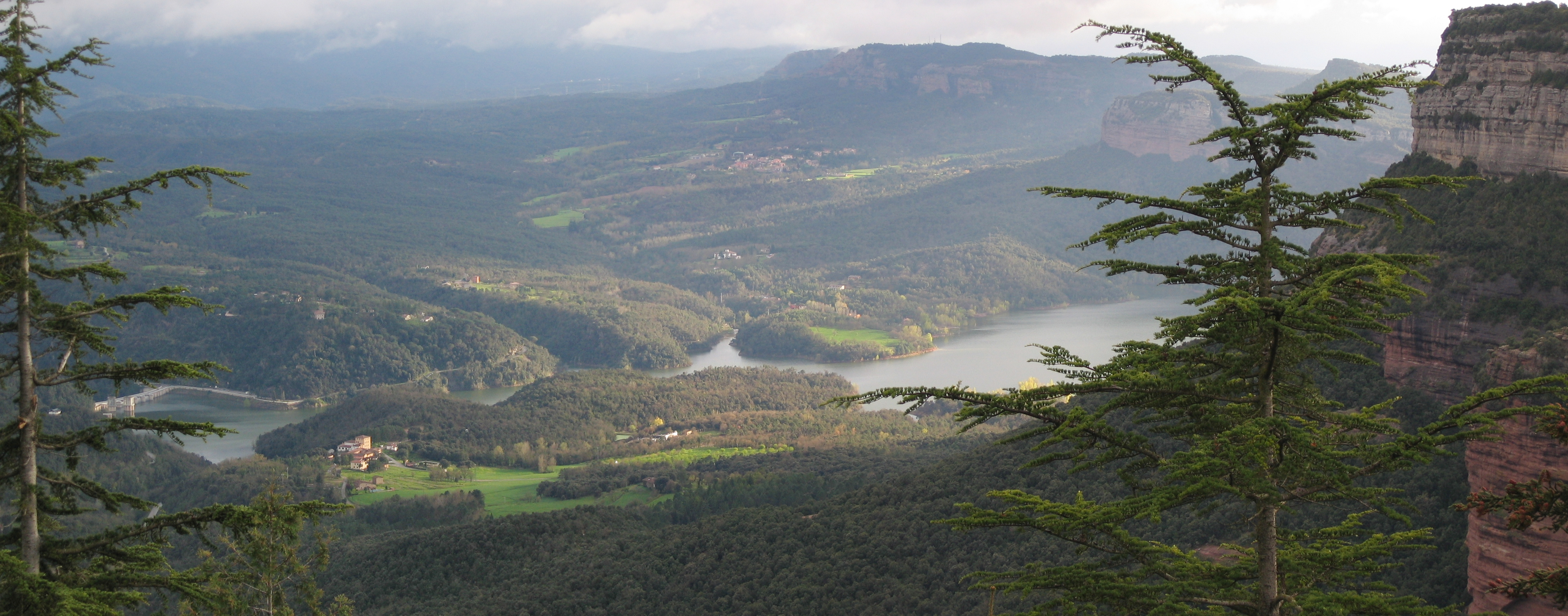
Tavertet - Panta de Sau